# Żywiec
Żywiec é um município da Polônia, na voivodia da Silésia e no condado de Żywiec. Estende-se por uma área de 50,54 km², com 31 770 habitantes, segundo os censos de 2016, com uma densidade de 628,6 hab/km².